# ديفون فان أوسترم
ديفون فان أوسترم (بالإنجليزية: Devon Van Oostrum)‏ (بالهولندية: Devon van Oostrum)‏ مواليد 24 يناير 1993، هو لاعب كرة سلة بريطاني من أصل هولندي. مثّل منتخب بريطانيا لكرة السلة.

## فرق لعب لها
- ساسكي باسكونيا

## روابط خارجية
- ديفون فان أوسترم على موقع الاتحاد الدولي لكرة السلة (الإنجليزية)
- ديفون فان أوسترم على موقع الدوري الأوروبي لكرة السلة (الإنجليزية)
- ديفون فان أوسترم على موقع الدوري الإسباني لكرة السلة (الإسبانية)
- ديفون فان أوسترم على موقع كرة السلة الأوروبية.كوم (الإنجليزية)
- ديفون فان أوسترم على موقع DraftExpress.com (الإنجليزية)
- ديفون فان أوسترم على موقع ريلجم (الإنجليزية)
- ديفون فان أوسترم على موقع بروبوليرز (الإنجليزية)
- ديفون فان أوسترم على موقع سبورتس رفرنس (الإنجليزية)